# اون حرکتی که خیلی دوستش دارم
اون حرکتی که خیلی دوستش دارم (ایتالیایی: Quel movimento che mi piace tanto) یک فیلم کمدی سکسی سبک ایتالیایی به کارگردانی فرانکو روستی است که در سال ۱۹۷۶ منتشر شد. این فیلم، نخستین تجربهٔ کارلو وردونه هم به‌عنوان بازیگر و هم به‌عنوان دستیار کارگردان بود.

## گزیدهٔ بازیگران
- کارلو جوفره
- مرتین بروشار
- رنتسو مونتانیانی
- چینزیا مونرئاله
- انتسو کاناواله
- کارلو وردونه